# Alvis Saracen
FV603 Saracen — шестиколісний бронетранспортер, розроблений і вироблений Alvis з 1952 року. Його використовували різноманітні оператори по всьому світу, а в деяких країнах він досі використовується на другорядних ролях.  Saracen став впізнаваним транспортним засобом завдяки своїй участі в поліцейській діяльності Північної Ірландії, а також завдяки його ролі в примусовому застосуванні урядом Південної Африки апартеїду.

## Історія
FV603 Saracen був бронетранспортером серії FV600 Alvis. Крім водія і командира, міг перевозитися загін з восьми солдатів плюс командир підрозділу. Більшість моделей мали невелику вежу на даху з кулеметом Browning .30. Гармату .303 Bren можна було встановити на зенітну кільцеву установку, доступ до якої проходив через люк у даху, а з боків були отвори, через які війська могли вести вогонь. Хоча знято з активної служби,  він широко використовувався в 1980-х роках у Північній Ірландії та був знайомим видовищем, прозваним «шістками», під час «Неприємностей». Часом вони з’являлися на вулицях Галла, менш ворожої атмосфери для підготовки водіїв у місті, схожому на Белфаст, і лише за кілька миль від Армійської школи механічного транспорту.

## Бойова історія
- Надзвичайна ситуація в Адені
- Малайська надзвичайна ситуація
- Громадянська війна в Нігерії
- Громадянська війна на Шрі-Ланці
- Конфлікт у Північній Ірландії
- Війна Судного дня
- Повстання в Совето
- Громадянська війна в Лівані

## Варіанти

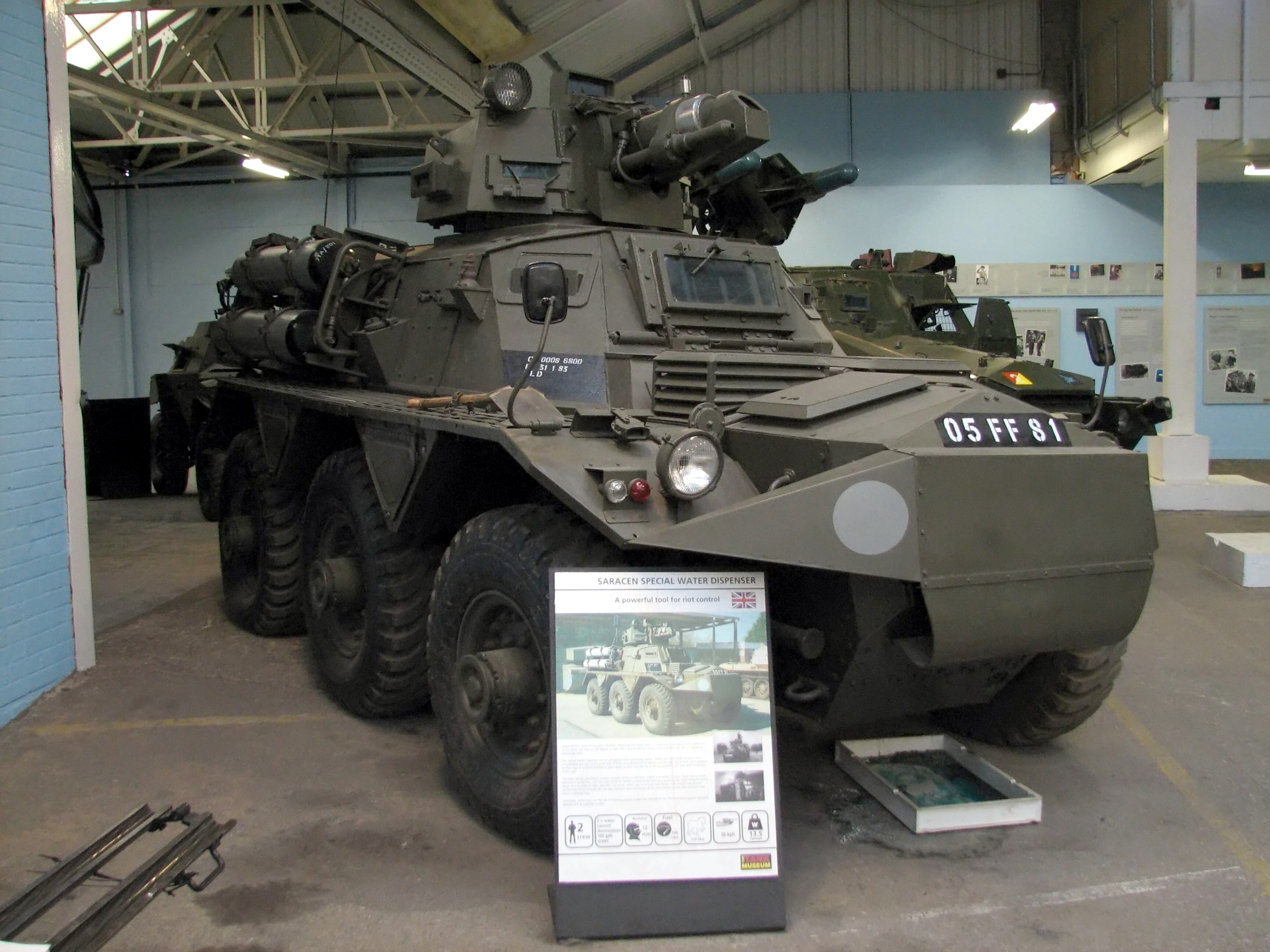
Диспенсер для води Saracen на основі MK 6

Сарацини спочатку були оснащені кулеметом L3A4 (0,30-дюймовий Browning) у вежі та легким кулеметом Bren для гарматного кільця в задній частині машини. Пізніше у Marks були LMG і L37 GPMG.

Альвіс Сарацин Маркс

Mk 1: рання версія з маленькою 3-дверною вежею та портами для озброєння.
Mk 2: Модифікований Mark 1 з пізнішою дводверною вежею. Задні двері башти відкидаються і можуть служити місцем для командира.
Mk 3: охолодження із зворотним потоком для використання в жаркому кліматі.
Mk 4: лише прототип.
Mk 5: машини Mark 1 або Mark 2, модифіковані додатковою бронею спеціально для використання в Північній Ірландії.
Mk 6: Mark 3, модифікований додатковою бронею, як для Mk 5 для використання в Північній Ірландії.
Бронеавтомобіль нового покоління Concept 3: підвіска та трансмісія Mk 3 із шасі, переробленим силами оборони Південної Африки для встановлення 77-мм танкової гармати HV. Лише прототип.